# یادداشت‌هایی درباره جیمز میل

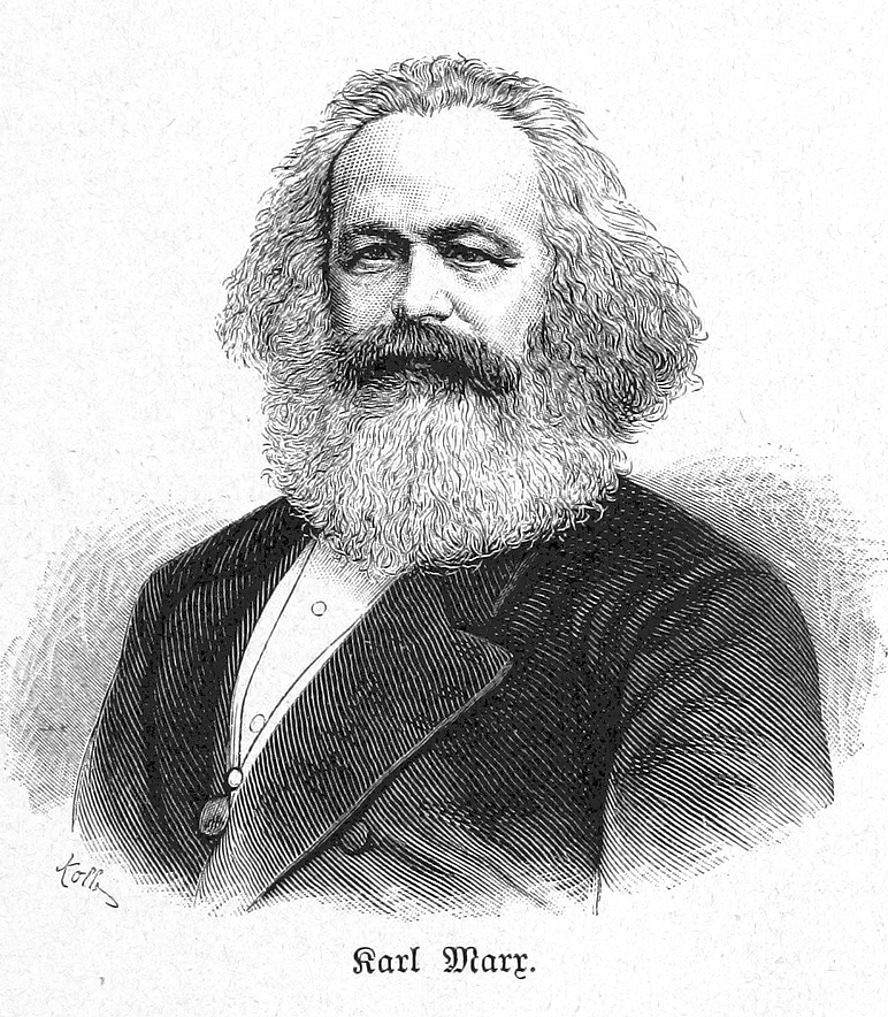
کارل مارکس

یادداشت‌هایی دربارهٔ جیمز میل (انگلیسی: Notes on James Mill) متنی نوشته کارل مارکس در سال ۱۸۴۴ است که در اصل بخشی از مجموعه موسوم به «دفترچه یادداشت‌های پاریس» است. در این بخش مارکس به نقد مباحث کتاب عناصر اقتصادی جیمز میل می‌پردازد.
اهمیت این متن به این دلیل است که بنیاد آنچه بعدها مارکس در دست‌نوشته‌های اقتصادی و فلسفی ۱۸۴۴ گفته است را شکل می‌دهد و نیز در صورتبندی کلیت پروژه فکری مارکس نیز مهم است چرا که شرحی روشن دربارهٔ کار غیر از خودبیگانه ارائه می‌کند.